# Griesheim (Adelsgeschlecht)

Stammwappen derer von Griesheim

Griesheim (auch Grießheim, Grisheim) ist der Name eines thüringischen Uradelsgeschlechts aus dem mansfeldisch-merseburgisch-querfurtischen Raum, das auch im Schwarzburgischen ansässig war. Das gleichnamige Stammhaus Schloss Griesheim liegt in Griesheim bei Arnstadt an der Ilm.

## Geschichte
Das Geschlecht soll 1050 erstmals mit Wittilo de Grizheim erschienen sein, womit es die gleichen Vorfahren wie das Adelsgeschlecht Griessheim für sich beansprucht. Urkundlich tritt die Familie im Jahr 1133 erstmals mit Widelo de Griezheim auf. In einem Stamm-Register derer von Griesheim aus dem Jahr 1712 steht über seinen Bruder: „Sein Bruder Sitzo ist im Kriege wieder die Saracenen geblieben als Kaysers Lotharii lieber Getreuer und Land-Graff Ludewigs tapfferer Affiftente bey Arnstadt.“ In diesem Dokument ist der Familienstammbaum bis 1642 aufgeführt. Erwähnungen über die Familie stehen häufig im Zusammenhang mit dem Kloster Paulinzella und den Grafen zu Schwarzburg.
Im Jahre 2017 wurde in der Oberkirche in Arnstadt bei Bauarbeiten im Fußboden eine Grabplatte aus dem 13. Jahrhundert entdeckt, die das Wappen der Herren von Griesheim zeigt mit dem Schwert eines Ritters und einem Blumenrelief. Der hervorgehobene Platz in der Seitenschiffskapelle des Erstbaus in der Nähe der dortigen Altarstelle erlaubt es, in dem Bestatteten einen wichtigen Stifter der franziskanischen Ansiedlung in Arnstadt und ihres ersten Kirchenbaus zu sehen.
Am 3. Februar 1332 zeugt Heinrich von Griesheim, Domherr und Propst des Klosters Wechterswinkel (Rhön-Grabfeld) in einer Urkunde. Aussteller sind Johannes und Adelheit von Windheim, Empfänger sind Abt und Konvent des Klosters Erbach.
Der Autor Johann Heinrich Zedler schreibt in seinem Universal-Lexikon (1732–1754) über die v. Griesheims: „Die Familie hat sich in voriger Zeit auch an dem Rhein-Strom niedergelassen.“ Die Regesten A1 Nr. 236/1 und B3 Nr. 2 des hessischen Staatsarchivs in Darmstadt könnten diese Aussage belegen. Am 2. Juni 1252 wird die Burg Frankenstein in Nieder-Beerbach im Odenwald das erste Mal urkundlich erwähnt. In dieser Urkunde werden u. a. als Zeugen aufgeführt: Sigfrid und Johann von Griesheim, Burgmannen des Konrad Reiz von Breuberg. Sigfrid tritt am 17. Mai 1257 auf Burg Dornberg in einer Urkunde von Graf Dither v. Katzenelnbogen als Zeuge auf. In den Regesten der Grafen von Katzenelnbogen Bd. 1, Bd. 3, Bd. 4 werden noch weitere Familienmitglieder genannt. Neuere Recherchen haben aber gezeigt, dass es sich hier wohl um ein weiteres Adelsgeschlecht mit dem Namen v. Griesheim handelt.
Die ununterbrochene Stammreihe beginnt mit Kurt Apel von Griesheim (1548–1626), auf Griesheim und Dörnfeld an der Ilm. In der Fruchtbringenden Gesellschaft waren Heinrich Christoph von Griesheim „Der Eingebende“ und Wolff Melchior von Griesheim „Der Bereite“. Conrad Heinrich (1629–1665) war Hof- und Justizrat und Merseburgischer Domdechant, und Günther war Naumburger Dompropst und Zeitzer Stiftsrat.

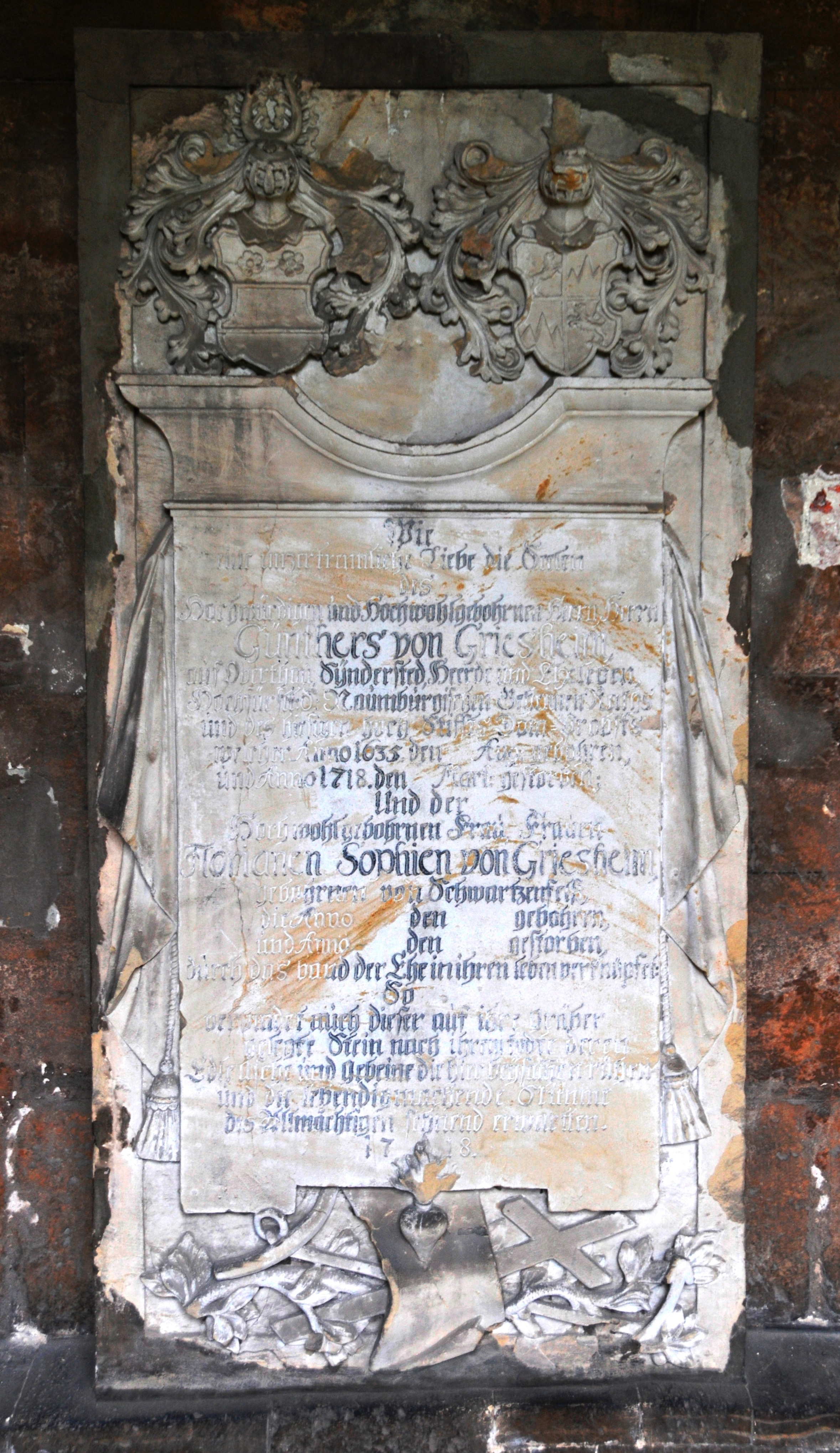
Grabplatte des Günther von Griesheim (1635–1718) im Kreuzgang des Naumburger Doms. Der Name von Gemahlin Sophie ist schon eingraviert, jedoch fehlen ihre Geburts- und Sterbedaten.

## Besitz
Das Geschlecht war begütert u. a. in Ettischleben, Crottendorf, Dörnfeld, Drackendorf, Elxleben, Gleina bei Zeitz, Heerda, Köckenitzsch, Libringen, Lichte, Merseburg, Netzschkau, Niedersynderstedt, Oberthau, Osthausen, Synderstedt und Wülfershausen.
Von 1878 bis 1945 gehörte der Familie das Schloss Falkenburg in Pommern mit dem dazugehörigen Gut (Betriebsgrösse 3033 Hektar, größtes Gut im damaligen Kreis Dramburg). Der letzte Besitzer war der bereits als Verwalter tätige Kurt-Apel von Griesheim (1899–1993). Schloss Falkenburg wurde in den Jahren um 1970 zerstört.
Adolf von Griesheim (1857–1926) erwarb zu Beginn des 20. Jahrhunderts das 670 Hektar große Gut Kalübbe in Mecklenburg. Die letzte Besitzerin dieses Gutes war 1945 Ingeborg von Griesheim (1911–1992), verheiratet in zweiter Ehe mit A. Edler von Graeve.

## Wappen
Das Wappen zeigt in Gold einen schwarzen Balken, begleitet oben von zwei schwarzen Rosen. Auf dem Helm mit schwarz-goldenen Decken zwei von Gold über Schwarz übereck geteilte, beiderseits mit Kleeblättern gewechselter Farbe besetzte Büffelhörner. Die erste bekannte Abbildung des Wappens stammt von einem Siegel des Hermann von Griesheim aus dem Jahre 1326 [3].
Blasonierung nach Johann Siebmacher: „Auf weißem Schild ein schwarzer Balken, darüber zwei rote (oder schwarze), gold besamte Rosen. Auf dem Helm zwei von Gold und Schwarz über Eck geteilte Büffelhörner, an deren Außenseiten mit schwarzen oder abwechselnd goldenen und schwarzen Linden- oder Kleeblättern besteckt. Die Decken sind Schwarz und Weiß.“
Ein besonders schönes Epitaph des Hans Melichor von Griesheim (1656–1690) mit Familienwappen ist in der Kirche zu Dörnfeld erhalten.

## Bekannte Familienmitglieder
- Albert von Griesheim war von 1212 bis 1237 Kanoniker und Domherr zu Naumburg.[11] Er und der Vikar Walung waren die Bauverantwortlichen seitens der Naumburger Kirche (Kapitelsaal und Dormitorium, vermutlich auf der Nordseite des Doms). Sein Siegel von 1229 ist noch erhalten.
- Heinrich Christoph von Griesheim (1598–nach 1652), Publizist und Staatsmann
- Frantz Morian von Griesheim, als kurmainzischer Truchsess Teilnehmer an der Krönung und den Krönungsfeierlichkeiten von Kaiser Leopold I im Jahre 1658 in Frankfurt/Main [12]
- Günther von Griesheim (1635–1718), sachsen-zeitzischer Stiftsrat, Domherr in Naumburg (Saale) und Rittergutsbesitzer
- Philippine von Griesheim (1790–1881), Braut des Albert von Wedell, eines der 11 Schillschen Offiziere, die am 16. September 1809 in Wesel exekutiert wurden
- Konstantin von Griesheim (1797–1881), preußischer Generalmajor
- Gustav von Griesheim (1798–1854), preußischer Generalmajor und einflussreicher konservativer Militärpolitiker
- Karl von Griesheim (1799–1878), preußischer General der Kavallerie
- Adolf von Griesheim (1820–1894), deutscher Fabrikbesitzer, Teilhaber der Textilfabrik Ermen und Engels in Wuppertal-Barmen
- Arthur von Griesheim (1847–1894), deutscher Unternehmer, Mitglied des Preußischen Abgeordnetenhauses
- Kurt von Griesheim (1865–1945), deutscher Rittergutsbesitzer und Politiker (DNVP)
- Anna von Griesheim (* 1966), deutsche Modedesignerin

### Ungedruckte Quellen
- Paulinzellaer Dokumente,Sign.2;40:73, Thüringisches Staatsarchiv Rudolstadt
- Documenta Regislacensia, Königseer Dokumente 1346-1681, Thüringisches Staatsarchiv Rudolstadt
- Thüringisches Staatsarchiv Gotha, Geheimes Archiv QQ I d Nr. 7 und 12
- StABamberg/Langheim, Regest 1345 V 13 zu Heinrich von Griesheim, Prior von Saalfeld